# Регіональний експрес (поїзд)
Регіонáльний експрéс (РЕ) — за класифікацією Міністерства інфраструктури України, що є чинною з 2011 року — денний швидкісний поїзд, який курсує в прямому та місцевому сполученні. Вимоги: маршрутна швидкість 70 км/год і більше  при допустимій швидкості до 140 км/год, вагони з місцями для сидіння 2-го та 3-го класу з можливим включенням вагонів 1-го класу.
Потреба у внесенні змін виникла у зв’язку з розробкою нової системи класифікації пасажирських поїздів згідно з Указом Президента України «Про Національний план дій на 2011 рік щодо впровадження Програми економічних реформ на 2010—2014 роки «Заможне суспільство, конкурентоспроможна економіка, ефективна держава», а також із проведенням заходів у рамках підготовки до чемпіонату Європи з футболу 2012 року.